# Front Unit Democràtic de Salvació
El United Democratic Salvation Front (UDSF) o Front Unit Democràtic de Salvació (FUSD) fou una organització política del sud del Sudan sorgida el 1997, que tenia per principal integrant al Moviment d'Independència del Sud del Sudan. Van incloure alguns partits del nord agrupats en la Union of Sudan African Parties (USAP).
El 21 d'abril de 1997 es va signar un acord de pau entre el Moviment d'Independència del Sud del Sudan de Riak Machar, el SPLM-SPLA-Bahr al-Ghazal dirigida pel mític comandant Kerubino Kwanyin Bol (el que va disparar el primer tret a la guerra), l'EDF (Equatoria Defense Force) de Teophillo Ochan, el South Sudan Independence Group (SSIG) i altres faccions menors i la Union of Sudan African Parties (USAP), amb el govern sudanès de Khartum. L'acord preveia un referèndum d'autodeterminació el 2001, i mentre un Consell de Coordinació Transitori Autònom per governar el sud del país, sense llei islàmica i amb seu a Juba; eren reconegudes la llei basada en els costums, i es decretava una amnistia. La presidència del Consell va quedar en mans de Riak Machar.
Les forces compromeses en l'acord van formar el United Democratic Salvation Front (UDSF), amb la South Sudan Defence Forces (SSDF) com a branca militar (havia de combatre l'SPLA i als grups que hi estaven aliats inclosa la National Democratic Alliance NDA, una federació de forces opositores del nord del Sudan, que tenia el suport d'Eritrea.
Aquesta organització va durar fins al 2001 quan Machar va trencar amb el govern el 2001 i poc després, el gener del 2002, es va unir amb el SPLA. Algunes faccions encara van mantenir nominalment l'organització un temps sense cap efectivitat. A l'assemblea nacional formada el setembre del 2005 se li van assignar alguns dels 17 escons de les forces d'oposició del sud (que van quedar repartits entre el United Democratic Salvation Front, i la United Democratic Front, South Sudan Democratic Forum, i Sudan African National Union).